# Iwami Ginzan
Iwami Ginzan (« la Montagne d’argent d’Iwami ») est le site d'une ancienne mine d'argent dans la ville de Ōda de la préfecture de Shimane au Japon. La mine a été en service du XVIe au XIXe siècle. À son apogée au début du XVIIe siècle, sa production annuelle (30 tonnes) a compté pour un tiers de la production mondiale.
Elle a été inscrite au patrimoine mondial de l'humanité en 2007 sous le nom de « mine d’argent de Iwami Ginzan et son paysage culturel » tel que proposé par le Japon (la liaison est ajoutée plus tard : « d’Iwami »). Il s'agit du quatorzième site japonais inscrit sur la liste et le premier site minier en Asie.
De la mine d'Iwami Ginzan subsistent encore non seulement les vestiges de la mine, mais aussi ceux des forts et du bureau gouvernemental, ainsi que les habitations des commerçants, des samouraïs et des mineurs, ou encore les voies de communication et les ports d’où était exporté l’argent. Les nombreux vestiges, à commencer par ceux de l’exploitation minière, témoignent de la façon de vivre des gens, des moyens de transports ainsi que sur les croyances de l’époque.

## Histoire

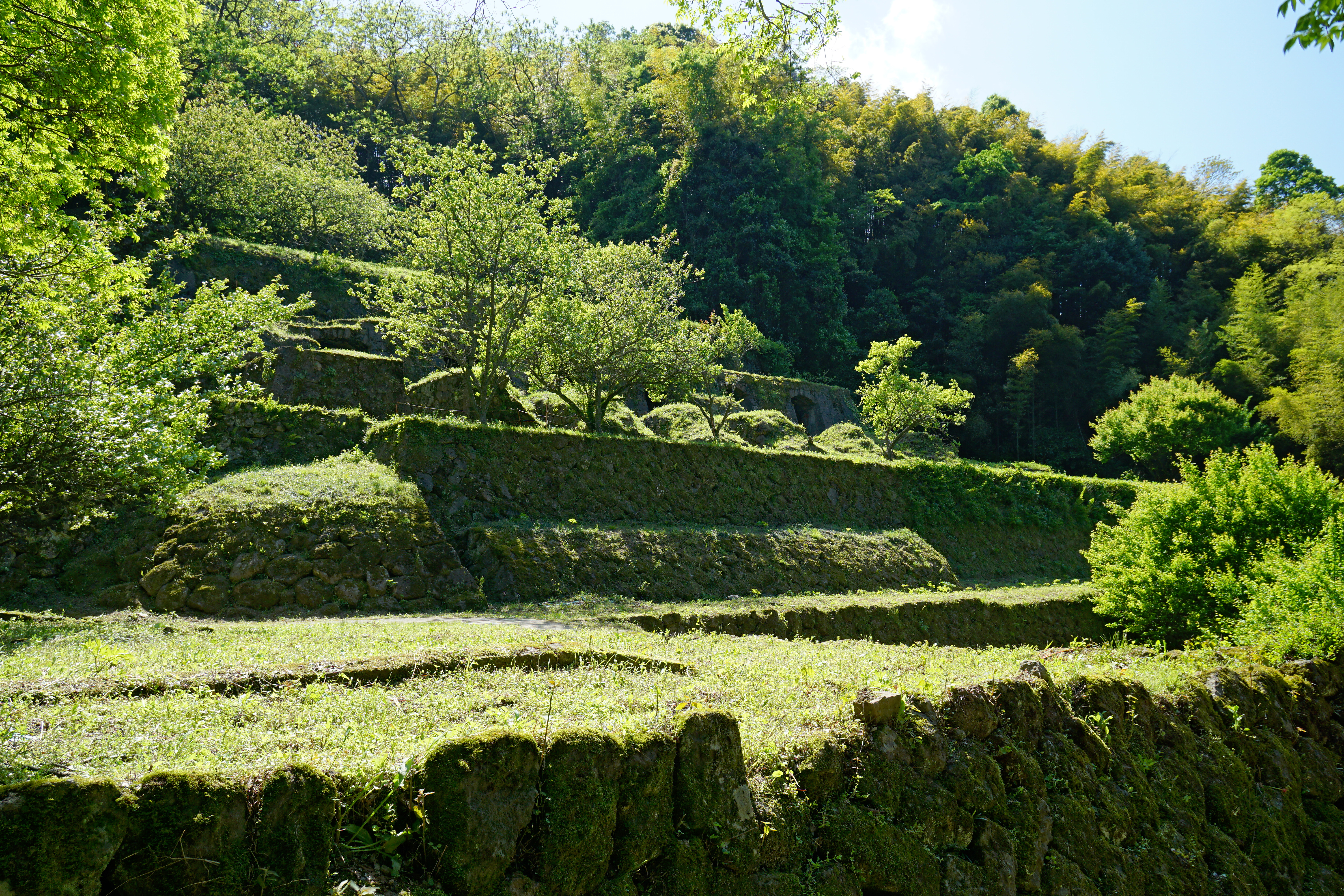
Ancienne raffinerie de Shimizudani.

Amorcée au début du XVIe siècle, l’exploitation de la mine d’argent d’Iwami Ginzan s’est poursuivie jusqu’au XXe siècle. Au début du XVIIe siècle (période Edo), la mine a pris le nom de « Saku-no-uchi », littéralement « à l’intérieur des barrières », à cause des importantes protections qui l’entouraient.
Une des plus importantes du Japon, la mine d’argent d’Iwami Ginzan était déjà connue en Europe au XVIe siècle du temps des grandes navigations. Élargissant leur champ d’activités à la recherche de métaux précieux et d’épices, l’arrivée des Européens dans le commerce asiatique fut en grande partie due à la qualité et à la quantité de l’argent extrait des mines d’Iwami Ginzan. L’argent produit de la mine devint un facteur important du développement des échanges entre l’Europe et les différents pays d’Asie, dont le Japon.
Les techniques de production minière d'Iwami se développèrent dans le reste du Japon, qui devint connu dans le monde entier pour la qualité de ses mines. Les techniques d’extraction de la mine furent également utilisées dans les autres mines du pays, participant ainsi à l’essor de la production minière nationale.

## Les différents sites

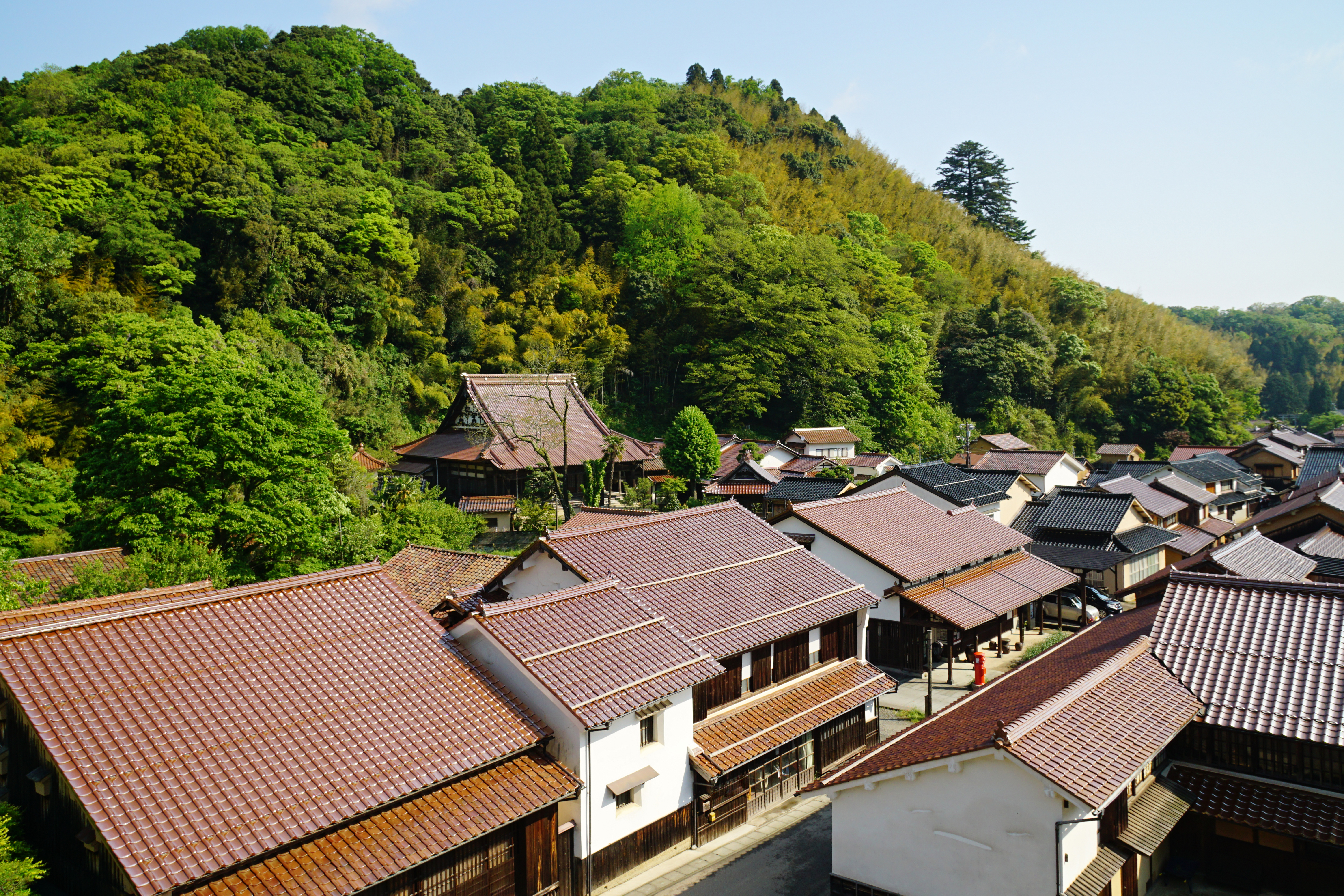
Village d'Ômori-Ginzan.

- Les vestiges archéologiques. Parfaitement conservés, les vestiges archéologiques montrent les méthodes traditionnelles de production minière. De l’extraction à l’affinage de l’argent, tout le travail dans la mine d’argent d’Iwami Ginzan se faisait à la main. Cela est bien visible par les six cents affleurements et galeries, ou encore par les milliers d’endroits aplanis servant à la vie des mineurs et aux affineries.
- Village d'Ômori-Ginzan. Situé à proximité de la mine, ce village était, à l’époque où la mine prospérait, au centre de la vie politique, économique, culturelle et religieuse de la région. C’est aujourd’hui un secteur conservé pour l’importance de ses bâtiments traditionnels datant du XIXe siècle.

## Les ports et les villages portuaires
- Tomo-ga-ura. Ce port servait probablement à l’embarquement des minerais d’argent au tout début de l’exploitation de la mine, dans la première moitié du XVIe siècle. Y sont visibles de nombreux points d’amarrages taillés à même la roche (hanaguri-iwa) ainsi que des habitations situées dans les petites vallées.
- Okidomari. Principal port d’embarquement de la fin du XVIe siècle, il servait non seulement à l’expédition des marchandises, mais aussi au dépôt de différents biens, notamment militaires. Outre les points d’amarrages taillés à même la roche (hanaguri-iwa), sont également visibles les habitations traditionnelles ainsi que les forts qui servaient à les protéger.
- Village d'Yunotsu. Port possédant une très vieille histoire, le village s’est développé en même temps que la mine, tout au long de l’ère Edo, pour devenir le plus grand village portuaire de la région. Possédant également de nombreux thermes (onsen), le village présente un mélange d’éléments traditionnels et modernes.
- Temple de Rakan-ji Gohyaku-rakan. Une statue du Bouddha entourée de 500 statues de pierre se trouve dans trois grottes à l’intérieur de ce temple construit au milieu du XVIIIe siècle. En face sont situés trois magnifiques ponts qui en permettaient l’accès.